# Richard Jefferson
Pour les articles homonymes, voir Jefferson.
Richard Jefferson, né le 21 juin 1980 à Los Angeles (Californie, États-Unis) est un joueur américain de basket-ball de 2,01 m jouant au poste d'ailier.
Jefferson est un joueur très actif dans le domaine de la vie communautaire, allant jusqu'à offrir ses services à la soupe populaire et à jouer au basket-ball avec les enfants pauvres de New York. Ses parents étant missionnaires chrétiens, il a beaucoup voyagé durant sa jeunesse.
Jefferson est connu pour sa grande polyvalence et sa constitution d'athlète, et il était reconnu comme un des meilleurs ailiers de toute la NBA. Il est surnommé RJ, sobriquet tatoué sur son épaule.

## Carrière

### Nets du New Jersey (2001-2008)
Jefferson joue dans l'équipe universitaire des Arizona Wildcats de l'université d'Arizona. Il est drafté en 13e position de la Draft 2001 de la NBA par les Rockets de Houston, mais est envoyé aux Nets du New Jersey, avec les droits de Jason Collins et de Brandon Armstrong contre Eddie Griffin. Le transfert est tout de suite favorable aux Nets. En effet, Jefferson joue un rôle très important dans la conquête du titre de la Conférence Est, en 2002-2003. Jefferson fait également partie de l'équipe olympique américaine aux Jeux olympiques de 2004.
Jefferson commence sa carrière comme le remplaçant de Keith Van Horn au poste 3, et montre des bonnes aptitudes en défense et une remarquable polyvalence. Il est particulièrement efficace pour terminer les actions à l'anneau, et complète parfaitement les passes rapides et déroutantes de Jason Kidd. Comme Van Horn devient un joueur très en vue, et qu'il est en conflit ouvert avec l'ailier fort des Nets, Kenyon Martin, les Nets décident de le transférer à Philadelphie et de faire confiance à Jefferson qui est titularisé. Jefferson s'épanouit, devenant un remarquable shooteur à mi-distance tout comme à longue distance en plus de ses capacités de finisseur explosif.
Le 13 août 2004, Jefferson signe une extension de contrat lui offrant $78 millions sur 6 ans.
Jefferson manque la majorité de la saison 2004-2005 à cause de la rupture du ligament de son poignet gauche, lors d'un match face aux Pistons de Détroit le (27 décembre 2004), quand Chauncey Billups fait volontairement une très grosse faute sur une tentative de lay-up de Jefferson. Il manque 49 matches, mais revient sur le parquet pour le premier tour de playoffs face au Heat de Miami. Avant cette blessure, Jefferson n'avait raté que 5 matches en 3 saisons. Ironie du sort, c'est précisément cette saison écourtée qui est la meilleure sur le plan des moyennes, puisqu'il combine, durant ses 33 matches de l'exercice 2004-2005, 22.2 points, 7.3 rebonds et 4 assists.
Complètement rétabli depuis, Jefferson est toujours un pilier des Nets, un du Fantastic 4 (surnom du remarquable groupe qu'il forme avec Jason Kidd, Vince Carter et Nenad Krstic). Tout au long de la saison 2005-2006, Jefferson évolue à un bon niveau, et prouve qu'il est bien un des joueurs les plus souples et polyvalents de la NBA.

### Bucks de Milwaukee (2008-2009)
Le 26 juin 2008, il est transféré aux Bucks de Milwaukee en échange de Yi Jianlian et de Bobby Simmons. Il est déçu d'être transféré car il avait envisagé de terminer sa carrière chez les Nets. Cependant, il garde un enthousiasme à jouer aux côtés de Michael Redd.

### Spurs de San Antonio (2009-2012)
Le 23 juin 2009, il est envoyé aux Spurs de San Antonio en échange de Bruce Bowen, Fabricio Oberto et Kurt Thomas. Le 30 juin 2010, Jefferson met un terme à son contrat avec les Spurs et devient unrestricted free agent.
Le 23 juillet 2010, il resigne avec les Spurs.

### Warriors de Golden State (2012-2013)
Le 15 mars 2012, il est envoyé aux Warriors de Golden State contre Stephen Jackson et un futur premier choix de draft.

### Jazz de l'Utah (2013-2014)
Le 5 juillet 2013, il est transféré au Jazz de l'Utah avec Brandon Rush et Andris Biedrins pour permettre aux Warriors de Golden State de faire de la place dans le salary cap et de pouvoir signer Andre Iguodala. Le transfert est officialisé le 10 juillet.

### Mavericks de Dallas (2014-2015)
Le 21 juillet 2014, Jefferson signe aux Mavericks de Dallas.
Le 3 juillet 2015, il trouve un accord verbal pour prolonger à Dallas pour un an et 1,5 million de dollars.

### Cavaliers de Cleveland (2015-2017)
Mais, le 21 juillet 2015, il revient sur sa décision et s'engage chez les Cavaliers de Cleveland. Il annonce sa retraite sous le coup de l'émotion le 19 juin, quelques minutes après la finale et son premier titre, à l’antenne de Fox Sport Ohio, toutefois il se rétracte le 22 juin lors de la parade des vainqueurs à Cleveland, en écoutant les acclamations du public le suppliant de jouer encore une année. 

### Nuggets de Denver (2017-2018)
Le 14 octobre 2017, il est échangé avec Kay Felder aux Hawks d'Atlanta mais est coupé dans la foulée. Le 19 octobre, il signe pour un an et 2,3 millions de dollars avec les Nuggets de Denver.
Il prend sa retraite le 14 octobre 2018 après 17 saisons passées en NBA.

## Palmarès
- Champion NBA 2016 avec les Cavaliers de Cleveland.
- NBA All-Rookie Second Team (2002)

## Records sur une rencontre en NBA
Les records personnels de Richard Jefferson en NBA sont les suivants, :
| Type de statistique        | Saison régulière | Saison régulière       | Saison régulière | Playoffs | Playoffs             | Playoffs      |
| Type de statistique        | Record           | Adversaire             | Date             | Record   | Adversaire           | Date          |
| -------------------------- | ---------------- | ---------------------- | ---------------- | -------- | -------------------- | ------------- |
| Points                     | 42               | Cavaliers de Cleveland | 22 décembre 2004 | 33       | @ Heat de Miami      | 16 mai 2006   |
| Paniers marqués            | 16               | @ Knicks de New York   | 28 mars 2003     | 13       | @ Heat de Miami      | 16 mai 2006   |
| Paniers tentés             | 27               | Bobcats de Charlotte   | 4 janvier 2008   | 22       | @ Heat de Miami      | 16 mai 2006   |
| Paniers à 3 points réussis | 6                | Wizards de Washington  | 7 avril 2007     | 3        | 3 fois               | 3 fois        |
| Paniers à 3 points tentés  | 9                | 3 fois                 | 3 fois           | 6        | Grizzlies de Memphis | 20 avril 2011 |
| Lancers francs réussis     | 16               | Cavaliers de Cleveland | 22 décembre 2004 | 13       | 2 fois               | 2 fois        |
| Lancers francs tentés      | 19               | 2 fois                 | 2 fois           | 18       | @ Pistons de Détroit | 14 mai 2004   |
| Rebonds offensifs          | 6                | 5 fois                 | 5 fois           | 5        | Pistons de Détroit   | 22 mai 2003   |
| Rebonds défensifs          | 18               | @ Bulls de Chicago     | 5 novembre 2004  | 12       | Bucks de Milwaukee   | 29 avril 2003 |
| Rebonds totaux             | 21               | @ Bulls de Chicago     | 5 novembre 2004  | 16       | Bucks de Milwaukee   | 29 avril 2003 |
| Passes décisives           | 12               | 2 fois                 | 2 fois           | 10       | @ Knicks de New York | 22 avril 2004 |
| Interceptions              | 5                | 2 fois                 | 2 fois           | 4        | 2 fois               | 2 fois        |
| Contres                    | 4                | 2 fois                 | 2 fois           | 4        | Hornets de Charlotte | 7 mai 2002    |
| Balles perdues             | 11               | @ Bulls de Chicago     | 5 novembre 2004  | 6        | 2 fois               | 2 fois        |
| Minutes jouées             | 57               | @ Bulls de Chicago     | 5 novembre 2004  | 53       | @ Pistons de Détroit | 14 mai 2004   |

- Double-double : 65 (dont 5 en playoffs)
- Triple-double : 1